# جامبو (فیلم)
جامبو (به هندی: Jumbo)فیلمی محصول سال ۲۰۰۸ و به کارگردانی کمپین کمگومنیرد است. در این فیلم بازیگرانی همچون آکشی کومار، لارا دوتا، راجپال یاداو، آسرانی، گلشن گروور، دیمپل کاپادیا ایفای نقش کرده‌اند.